# Hisham Abdel Khalek
Hisham Abdel Khalek (arabe : هشام عبد الخالق), de son nom complet Hisham Ahmed Abdel Khalek Matook (arabe : هشام احمد عبد الخالق معتوق) né le 1er janvier 1980  à Gizeh (Égypte), est un producteur de cinéma, réalisateur et scénariste de nationalité égyptienne résidant à Paris.

## Biographie
Hisham Abdel Khalek est un producteur, réalisateur et scénariste égyptien récompensé par de nombreux prix et vivant entre Paris et New York. Il produit et réalise des films, opéras et pièces de théâtre. En 2002, il collabore à la production de l’opéra Aida » à Doha au Qatar et à Aida devant les pyramides de Gizeh en Égypte en tant que directeur artistique. Il produit une série d’opéras et de concerts de musique classique entre autres en Égypte, en Syrie, à Dubaï, en France, et aux Pays-Bas. Son répertoire d’opéras recouvre une vingtaine d’opéras de Aida à Tosca, Carmen, Rigoletto, La Traviata, La Bohème en encore Turandot. En 2008, il fonde à Paris avec Olivier Delesse sa société de production et de distribution So Freakantastik. Hisham Abdel Khalek a été le distributeur européen et le responsable des relations publiques pour l’Europe de Al Arabia Cinema, le plus grand groupe de cinéma en Égypte. En 2014, il fonde à New York avec Olivier Delesse la société de production H & O Productions. Il est membre de SDC (Stage Directors and Choreographers Society).

## Filmographie d’Hisham Abdel Khalek

### Réalisateur
- 2000 – Portrait pour le Festival du Film d'Alexandrie de Mohammed Abdel Wahab, Faten Hama et de Naguib Mahfouz (3 min)
- 2002 – Making of Aida Pyramids (25 min)
- 2002 – Making of Aida Qatar (25 min)
- 2004 – Images of war, documentaire (6 min)
- 2005 – Love is hard, un vidéo clip du chanteur Gasser (2 min)
- 2006 – Ramses the last pharoh of Al Rahamesa (52 min)
- 2008 – Destinée[1] (15 min)

Short Film Corner 2008 – Festival de Cannes
15e International Short Film Market Cinema Jove
19e Festival Internacional de Curtas de São Paulo - Brésil
- 2008 – Fatoush[2] (10 min)

3e Salon du cinéma à Paris
24e Marché du film court - Festival International du Court Métrage - Clermont-Ferrand
10e Marché du film court - Festival Tous Courts
Marché du film - 23e édition du Festival Européen du Film Court de Brest
- 2009 – Salam Ya Joe (7 min)

3e Salon du cinéma à Paris
- 2009 – Arab Cultural Festival in Paris opening and closing gala at UNESCO and Mairie du 15e arrondissement
- 2010 - Portrait of Esaad Younis (15’)
- 2011 - El Masryeen Band Concert at Sakia El Sawy Cultural Center
- 2015 - O My Son music video from Akhenaten The Musical featuring N'Kenge (5')
- 2015 - Dark Future music video from Akhenaten The Musical featuring Seph Stanek (6
- 2015 - Egyptian Permanent Mission to the UN Gala Event on October 13 at The Metropolitan Museum of Art
- 2016 - A footnote in Ballet History ? – de Hisham Abdel Khalek
  - Winner of 3rd best Documentary at 25th FESPACO 2017 Pan African Film Festival of  Ouagadougou
  - 38th Cairo International Film Festival - International Panorama
  - Mediterranean Film Festival Cannes - Best Documentary Section
  - 15th Dhaka International Film Festival - Cinema of the World
  - 6th Luxor African Film Festival - Official Section Out of Competition
  - 3rd Alexandria Short Film Festival - Special Section
  - 2nd Sunlight International Film Festival - Official Competition
  - 14thArchaeology Channel International Film Festival - Official Competition
  - Gold Movie awards Goddess Nike - Official Monthly Selection
  - Mawassem du cinéma arabe 2017– Official Competition
  - The Arab Film Festival in Tübingen 2017 – Official Competition
  - PriMed 2017 – Official Competition
- 2016 – Behind the I...! – de Hisham Abdel Khalek et Saad Bin Mohammed
  - Jury Prize Winner, 3rd Alexandria Short Film Festival
  - Cannes Short Film Corner 2017
  - 7th Dada Saheb Phalke Film Festival-2017 – Official Competition
  - FUICLA 2017 – Official Competition
  - Euriasia Intenrational Film Festival 2017 – Official Competition
  - Rotterdam Arabic Film Festival 2017 – Official Competition